# Hendrik I van Hessen
Hendrik I van Hessen bijgenaamd het Kind (24 juni 1244 - Marburg, 21 december 1308) was vanaf 1263 de eerste landgraaf van Hessen. Hij behoorde tot het huis Brabant en daarna was hij de oprichter van het huis Hessen.

## Levensloop
Hendrik was de zoon van hertog Hendrik II van Brabant en Sofia van Thüringen.
In 1247 overleed Hendrik Raspe IV, de laatste landgraaf van Thüringen uit het huis Ludovingen, zonder nakomelingen. Na diens dood brak er een conflict over wie hem moest opvolgen als landgraaf van Thüringen, waartoe ook Hessen behoorde. De opvolging werd betwist door enerzijds zijn moeder Sofia, dochter van landgraaf Lodewijk IV van Thüringen, en anderzijds markgraaf Hendrik III van Meißen, zoon van Jutta van Thüringen. Andere betrokkenen waren de aartsbisschoppen van Mainz, die nu het huis Ludowingers uitgestorven was Hessen konden opeisen als leengoed. 
Uiteindelijk kwam het in 1264 tot een vredesakkoord. Sophia kreeg gesteund door de adel van Hessen het pas opgerichte landgraafschap Hessen, terwijl Hendrik III van Meißen het landgraafschap Thüringen kreeg. Sophia besloot echter het landgraafschap Hessen aan haar zoon Hendrik te schenken. Een jaar later, in 1265, werd Hendrik door de aartsbisschop van Mainz officieel erkend als landgraaf van Hessen. Hiermee werd Hendrik ook de vazal van de aartsbisschop van Mainz.
In het begin van zijn regeerperiode bestond het landgraafschap Hessen uit de gebieden tussen de steden Wolfhagen, Zierenberg, Eschwege, Alsfeld, Grünberg, Frankenberg en Biedenkopf. In 1265 ontving Hendrik ook een deel van het graafschap Gleiberg met de stad Gießen van de paltsgraven van Tübingen. Het centrum van het landgraafschap Hessen was geconcentreerd op het gebied rond de steden Kassel, sinds 1277 de officiële residentie van Hendrik, en Marburg.
Later kwam Hendrik opnieuw in conflict met de aartsbisschop van Mainz om het bezit van het gebied rond de stad Naumburg. Onder invloed van de aartsbisschop werd Hendrik in 1274 door Rooms-Duits koning Rudolf I van Habsburg in de rijksban gegooid. Toen Hendrik echter Rudolf I begon te steunen in de oorlog tegen koning Ottokar II van Bohemen en hij er in 1276 mee kon zorgen dat de stad Wenen op Ottokar II veroverd werd, werd Hendrik in zijn vroegere positie hersteld. In 1290 versloeg hij de aartsbisschop van Mainz uiteindelijk in de slag bij Fritzlar, waarna Hendrik het gebied rond de stad Naumburg aan zijn rijk kon toevoegen. 
Hendrik behield ook zijn aanspraken op het hertogdom Brabant die hij via zijn vader had. Desondanks steunde hij zijn neef Jan I van Brabant in zijn strijd met het hertogdom Gelre en het graafschap Luxemburg tijdens de Limburgse Successieoorlog.
In 1292 werd Hendrik door Rooms-Duits koning Adolf van Nassau officieel tot rijksvorst benoemd, waarmee hij geen vazal meer was van de aartsbisschop van Mainz. Dit versterkte de positie van Hessen en via zijn diplomatieke vaardigheden slaagde hij er ook in om de gebieden rond de steden Sooden-Allendorff, Kaufungen, Witzenhausen, Immenhausen, Grebenstein, Wanfried, Staufenberg, Trendelburg en Reinhardswald aan zijn rijk toe te voegen. 
In 1292 brak er eveneens een intern conflict uit om de opvolging van Hendrik als landgraaf van Hessen. Zijn tweede vrouw, Machteld van Kleef, wilde dat haar zonen Johan en Lodewijk ook een deel van zijn grondgebied zouden krijgen, waar zijn zonen uit zijn eerste huwelijk, Hendrik de Jongere en Otto niets van wilden weten. Dit conflict zou uiteindelijk een burgeroorlog veroorzaken die tot aan de dood van Hendrik in 1308 zou blijven duren. 
Na zijn dood werd Hendrik begraven in de Elisabethkerk van Marburg, waar verschillende van zijn opvolgers als landgraven van Hessen ook begraven werden. Na zijn dood verdeelden zijn zonen Otto en Johan het landgraafschap Hessen: Otto kreeg Opper-Hessen, terwijl Johan Neder-Hessen kreeg. Zijn oudste zoon Hendrik de Jongere was reeds overleden en zijn jongste zoon Lodewijk was toegetreden tot de geestelijkheid en werd in 1310 bisschop van Münster.

## Huwelijken en nakomelingen
In 1263 huwde Hendrik met Adelheid van Brunswijk-Lüneburg (1244-1274), dochter van hertog Otto het Kind. Ze kregen volgende kinderen:
- Sofia (1264-na 1331), huwde in 1276 met graaf Otto I van Waldeck
- Hendrik de Jongere (1265-1298), huwde in 1290 met Agnes van Beieren, dochter van hertog Lodewijk II van Beieren
- Mathilde (1267-na 1332), huwde in 1283 met graaf Godfried van Ziegenhain en daarna na 1309 met graaf Filips III van Falkenstein-Münzenberg
- Adelheid (1268-1315), huwde in 1284 met graaf Berthold VII van Henneberg-Schleusingen
- Elisabeth (1269/1270-1293), huwde rond 1287 met graaf Johan van Sayn
- een zoon (1270-1274)
- Otto I (1272-1328), landgraaf van Opper-Hessen en vanaf 1311 landgraaf van Hessen

Na de dood van zijn eerste vrouw hertrouwde Hendrik in 1276 met Machteld van Kleef. Ze kregen volgende kinderen:
- Elisabeth (1276-na 1306), huwde in 1290 met hertog Willem I van Brunswijk-Wolfenbüttel en daarna in 1294 met graaf Gerard van Eppstein
- Agnes (1277-1335), huwde met burggraaf Johan I van Neurenberg
- Johan (1278-1311), landgraaf van Neder-Hessen
- Lodewijk (1282/1283 - 1357), vanaf 1310 bisschop van Münster
- Elisabeth (overleden na 1308), huwde in 1299 met graaf Albert II van Gorizia
- Catharina (overleden in 1322), huwde met graaf Otto IV van Orlamünde
- Jutta (overleden in 1317), huwde in 1311 met hertog Otto van Brunswijk-Göttingen

## Voorouders
| Voorouders van Hendrik I van Hessen | Voorouders van Hendrik I van Hessen                                           | Voorouders van Hendrik I van Hessen                                           | Voorouders van Hendrik I van Hessen                                       | Voorouders van Hendrik I van Hessen                                       | Voorouders van Hendrik I van Hessen                                          | Voorouders van Hendrik I van Hessen                                          | Voorouders van Hendrik I van Hessen                                         | Voorouders van Hendrik I van Hessen                                         |
| ----------------------------------- | ----------------------------------------------------------------------------- | ----------------------------------------------------------------------------- | ------------------------------------------------------------------------- | ------------------------------------------------------------------------- | ---------------------------------------------------------------------------- | ---------------------------------------------------------------------------- | --------------------------------------------------------------------------- | --------------------------------------------------------------------------- |
| Overgrootouders                     | Godfried III van Leuven (1140-1190) ∞ 1155 Margaretha van Limburg (1135-1172) | Godfried III van Leuven (1140-1190) ∞ 1155 Margaretha van Limburg (1135-1172) | Mattheüs I van de Elzas (1138-1173) ∞ 1150 Maria van Boulogne (1136-1182) | Mattheüs I van de Elzas (1138-1173) ∞ 1150 Maria van Boulogne (1136-1182) | Herman I van Thüringen (1155-1217) ∞ 1139 Sophia van Wittelsbach (1170–1238) | Herman I van Thüringen (1155-1217) ∞ 1139 Sophia van Wittelsbach (1170–1238) | Andreas II van Hongarije (1175-1235) ∞ Gertrudis van Meranië (1185-1213)    | Andreas II van Hongarije (1175-1235) ∞ Gertrudis van Meranië (1185-1213)    |
| Grootouders                         | Hendrik I van Brabant (1160-1235) ∞ Mathilde van Boulogne (+/-1161-1210)      | Hendrik I van Brabant (1160-1235) ∞ Mathilde van Boulogne (+/-1161-1210)      | Hendrik I van Brabant (1160-1235) ∞ Mathilde van Boulogne (+/-1161-1210)  | Hendrik I van Brabant (1160-1235) ∞ Mathilde van Boulogne (+/-1161-1210)  | Lodewijk IV van Thüringen (1200-1227) ∞ Elisabeth van Thüringen (1207-1231)  | Lodewijk IV van Thüringen (1200-1227) ∞ Elisabeth van Thüringen (1207-1231)  | Lodewijk IV van Thüringen (1200-1227) ∞ Elisabeth van Thüringen (1207-1231) | Lodewijk IV van Thüringen (1200-1227) ∞ Elisabeth van Thüringen (1207-1231) |
| Ouders                              | Hendrik II van Brabant (1207-1248) ∞ Sofia van Thüringen (1224-1275)          | Hendrik II van Brabant (1207-1248) ∞ Sofia van Thüringen (1224-1275)          | Hendrik II van Brabant (1207-1248) ∞ Sofia van Thüringen (1224-1275)      | Hendrik II van Brabant (1207-1248) ∞ Sofia van Thüringen (1224-1275)      | Hendrik II van Brabant (1207-1248) ∞ Sofia van Thüringen (1224-1275)         | Hendrik II van Brabant (1207-1248) ∞ Sofia van Thüringen (1224-1275)         | Hendrik II van Brabant (1207-1248) ∞ Sofia van Thüringen (1224-1275)        | Hendrik II van Brabant (1207-1248) ∞ Sofia van Thüringen (1224-1275)        |
| Hendrik I van Hessen (1244-1308)    |                                                                               |                                                                               |                                                                           |                                                                           |                                                                              |                                                                              |                                                                             |                                                                             |